# Gaston Pelletier
Pour les articles homonymes, voir Pelletier (homonymie).
Gaston Pelletier (né le 16 novembre 1933 à Lyster et mort le 30 août 2021) est un joueur et entraîneur d'hockey sur glace canado-suisse.
Il a joué à Paris, Chamonix, Villars-sur-Ollon et La Chaux-de-Fonds. Par la suite, il a notamment entraîné les équipes du Hockey Club La Chaux-de-Fonds, le Villars Hockey Club et du Hockey Club Fribourg-Gottéron ; dans ce dernier cas leur permettant d'accéder dans le championnat de Suisse de hockey sur glace,. Entre 1968 et 1971, il a même entraîné l'équipe de Suisse de hockey sur glace.
À sa mort, il est considéré comme « l'un des meilleurs entraîneurs de l'histoire du hockey suisse ».